# Farinheira
La farinheira è un insaccato tipico del Portogallo. Fu creato dagli ebrei portoghesi durante l'epoca dell'Inquisizione, allo scopo di simulare il consumo di carne di maiale, che costituisce il ripieno della maggior parte degli insaccati. La farinheira è confezionata con la farina, come suggerisce il nome, con polpa di peperone, annatto, vino e, attualmente, anche con grasso di maiale. Ha la particolarità di essere l'unico insaccato la cui vescica non è completamente piena. L'affinamento è fatto con l'affumicatura. 
Può essere servita bollita, come ingrediente del bollito alla portoghese o della feijoada, fritta o arrostita al forno. Deve essere conservata in un luogo fresco.

## Farinheira di Portalegre (IGP)
Dal 2007, la "Farinheira de Portalegre" è registrata come prodotto IGP (Indicazione geografica protetta) nell'Unione europea.
Area geografica
L'area geografica di trasformazione della Farinheira de Portalegre IGP è  limitata ai concelhos di Alter do Chão, Arronches, Avis, Campo Maior, Castelo de Vide, Crato, Elvas, Fronteira, Gavião, Marvão, Monforte, Nisa, Ponte de Sor, Portalegre e Sousel, tutti all'interno del distretto di Portalegre nella parte orientale del Portogallo centrale.

## Farinheira di Estremoz e Borba (IGP)
Dal 2004 la "Farinheira de Estremoz e Borba" è registrata come IGP (Indicazione geografica protetta) nell'Unione europea.
Area geografica
L'area geografica di trasformazione della Farinheira de Estremoz e Borba IGP è limitata ai concelhos di Alandroal, Borba, Estremoz e Vila Viçosa, tutti nel distretto di Evora.